# Jonas Walles
Jonas Walles, född 11 februari 1864 i Malungs församling, Kopparbergs län, död 19 augusti 1928 i Stockholm, var en svensk teolog och läroverkslektor. Han var far till Erik Walles.
Walles, som var son till hemmansägare Spännar Erik Eriksson och Anna Matsdotter, blev filosofie kandidat vid Uppsala universitet 1892, teologie kandidat 1897, var docent i Gamla testamentets exegetik 1900–1908, lektor i kristendom och grekiska vid Hudiksvalls högre allmänna läroverk 1907–1914 och vid Nya elementarskolan i Stockholm från 1914. Han företog resor till Tyskland, Nordsyrien och Palestina 1904 samt blev teologie doktor i Lund 1912. Han skrev Judiska församlingars uppkomst under persiska världsrikets tid (1900), Israelitiska folkets uppkomst och äldsta historia (1904), Den heliga geografin (1908), Jesu lidande, död och uppståndelse ur religionshistorisk synpunkt (1911), Messianska folkförbund och tidsåldrar (1924) och tidskriftsartiklar. Som teolog och religionshistoriker har han karaktäriserats som "en enspännare", "skarpsinnig men bisarr" och Nathan Söderblom hörde till dem som tidigt var kritiska mot hans forskningsresultat. Han sökte professuren i gamla testamentet vid Uppsala universitet 1924, men kompetensförklarades inte, trots att Arthur Engberg i sin tidning Social-Demokraten verkade för hans sak. Sonen Erik Walles skrev biografin Jonas Walles: teologen som gick sin egen väg (1981).